# Station Krimml

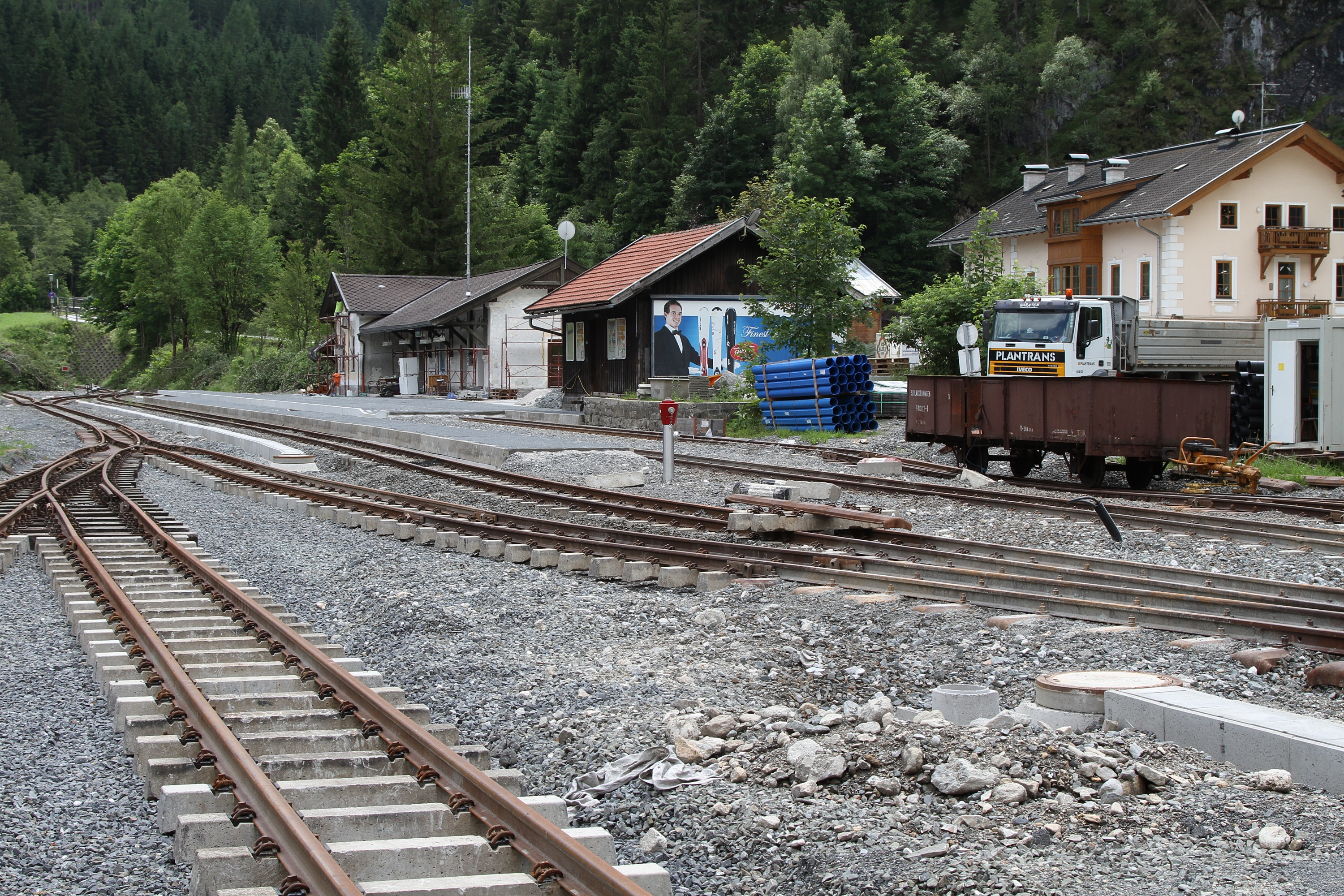
Krimml station tijdens de ombouw in 2009

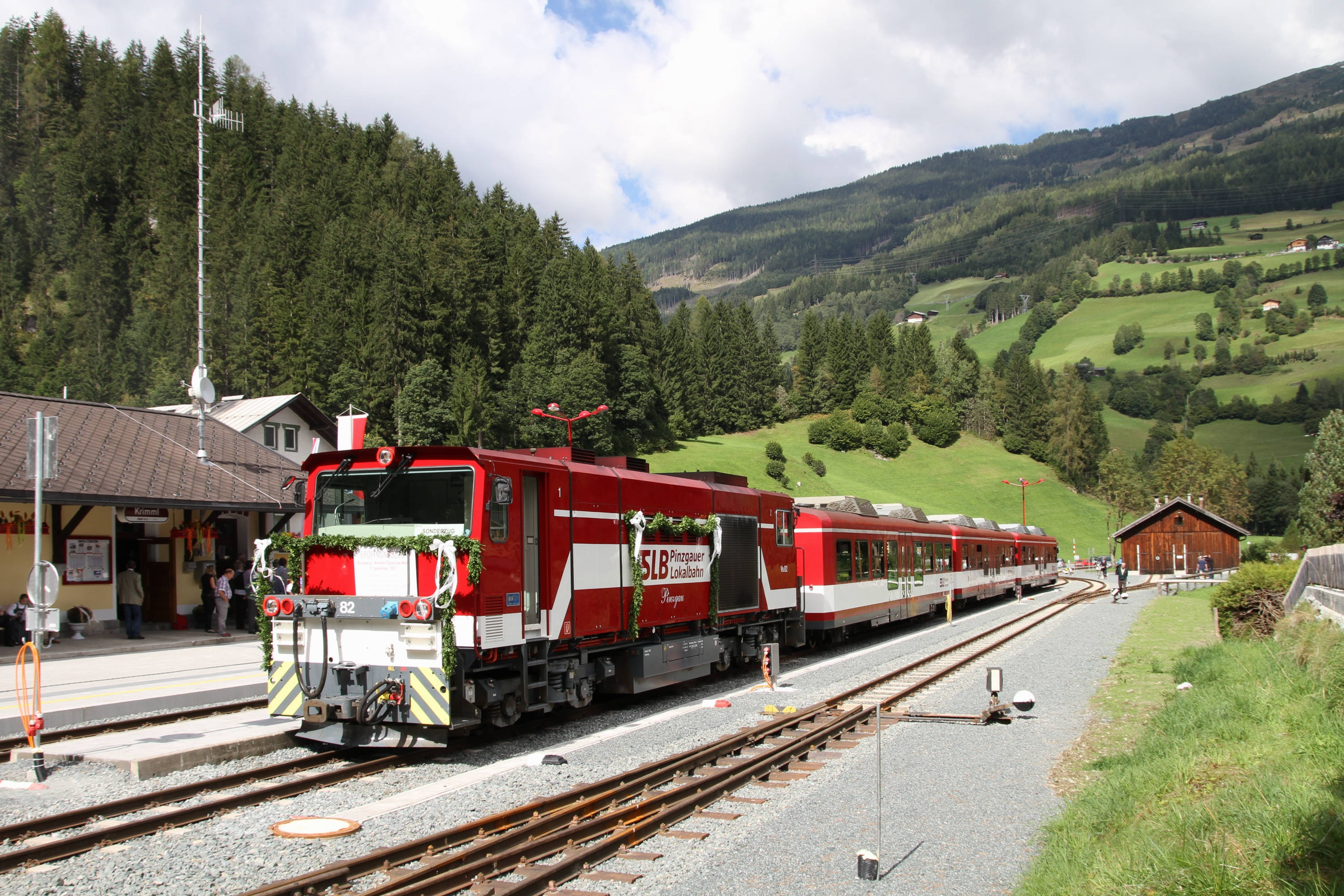
De heropeningstrein op 11 september 2010

Station Krimml (Duits: Krimml Bahnhof) is een station van de Pinzgauer Lokalbahn in Krimml, Oostenrijk.

## Algemeen
Krimml station is het westelijke eindpunt van de Pinzgauer Lokalbahn. Het station is gelegen in de gemeente Krimml, in de buurt van het dorp Vorderkrimml. Je kan vanaf het station postbuslijnen 760/761 nemen naar de Krimmler Wasserfälle die zich op 3 km ten zuidwesten van het station bevinden. Al de treinen die vanaf hier vertrekken hebben als bestemming Zell am See. Er vertrekken zo'n 15 treinen per dag tussen 6u00 en 20u00.

## Geschiedenis
Krimml station bestaat uit een stationsgebouw, een treinhangar, 5 sporen, 2 perrons (vroeger 3) en een kolenplaats als voorziening voor stoomtreinen. Volgens eerdere plannen zou dit station niet het eindpunt van de lijn blijven. De lijn zou later verlengd worden naar de watervallen, er was zelfs sprake om de lijn over de Gerlospas te verbinden met de Zillertalspoorlijn. De plannen zijn vanwege de hoge kosten niet doorgezet. 
Het station werd tussen 10 en 12 juli 2005 volledig afgesloten van de rest van de lijn, door talloze overstromingen in het lager gelegen dal. Het station zou de volgende jaren verkommeren.

### Vernieuwing
In 2008 kreeg het station, gezamenlijk met de spoorlijn, een nieuwe eigenaar, de SLB. Hierna werd een herbouw van het tracé gerealiseerd die de lijn weer helemaal tot in Krimml zou laten lopen. Het station werd in 2009 en 2010 opgeknapt. De feestelijke heropening vond plaats op 11 september 2010. Het station is uitgebreid in aantallen parkeerplaatsen en er is een toeristencentrum geopend.

### Natuurrampen
Ook in juli 2021 was er een onderbreking van de dienst door stormen en in augustus 2021 zijn grote delen van het spoor weggespoeld en een trein bedolven onder puin. Het spoor gaat weer herbouwd worden en naar verwachting ook geëlektrificeerd.